# 屋島スカイウェイ
屋島スカイウェイ（やしまスカイウェイ）は、香川県高松市にある屋島の南麓から南嶺山上に至る観光道路。かつては民営の有料道路であったが、高松市による無料化の取組（後述）がなされ、2018年5月に高松市道の屋島スカイウェイとして供用を開始した。

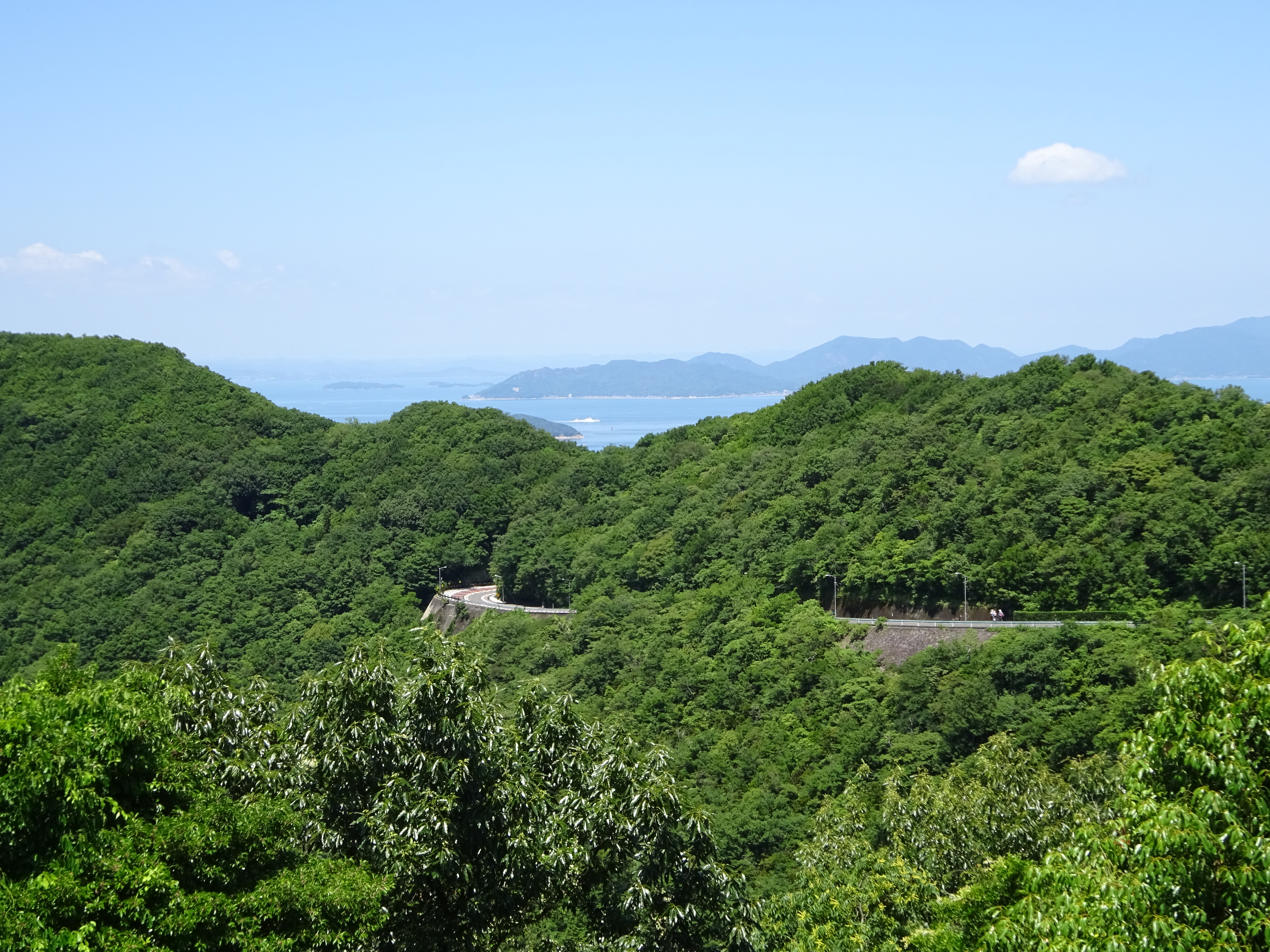
山上でスカイウェイの西斜面を遠望

## 概要

源平屋島古戦場を遠望

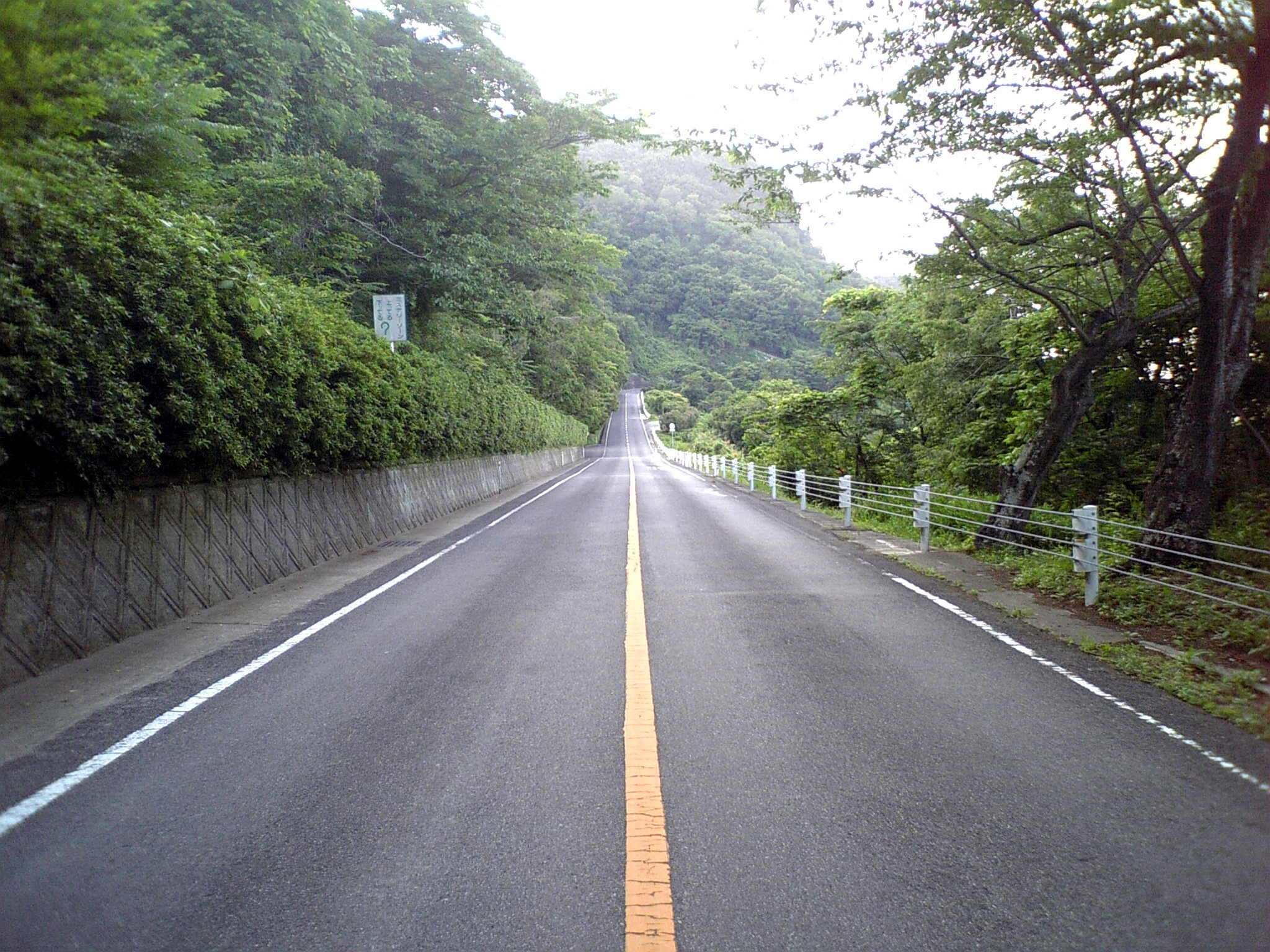
「ミステリーゾーン」

屋島スカイウェイの前身は、自動車専用の有料道路の屋島ドライブウエイ（民営）である。屋島スカイウェイは、屋島南麓の屋島神社・四国村の上流付近を起点とする。南嶺東斜面を縦走し、山上に近いヘアピンカーブのトンネルを貫け、西斜面に出て山上の有料駐車場に至る。
本道路は、江戸時代からある屋島寺と八栗寺を結ぶ、東斜面の「へんろ道」を横切り建設されている。「へんろ道」と平面交差するため、お遍路さんなどの横断に注意を要する。
山麓のスカイウェイの入口から山上に向かって上り詰める盲腸線になっている。山麓から一気に高度を上げ、頂上が平坦な屋島の頂（台地・メサ）に有料駐車場がある。周回する歩行者専用の遊歩道の散策で、瀬戸内海国立公園の景観と国指定の史跡および天然記念物「屋島」の景観に加え、高松市街なども展望できる。スカイウェイの入口は高松道「高松中央IC」および、高松市の中心市街から約6キロメートルで、屋島の南を走る国道11号の屋島交差点から入る。一年中楽しめ、夜景も美しい道路である。
東斜面の二か所の展望所では、源平合戦の讃岐屋島古戦場と五剣山が眺望できる。また北北東の方向に瀬戸内海国立公園の多島海の風景に加え、映画『世界の中心で、愛をさけぶ』のロケ地で四国本島最北端の庵治町も一望できる。
屋島スカイウェイは、「日本の風景街道」の「源平ロマン街道」に指定されている。「源平ロマン街道」は、屋島山上 - 海沿いの庵治半島 - 道の駅「源平の里むれ」を結ぶ風景街道である。
東斜面中腹の山側に、「ミステリーゾーン」の表示板がある。この場所の路面は、上り坂が目の錯覚で下り坂に見えるとされている。これらは「屋島ミステリー坂」や「おばけ坂」「幽霊坂」と呼ばれている。

## ギャラリー

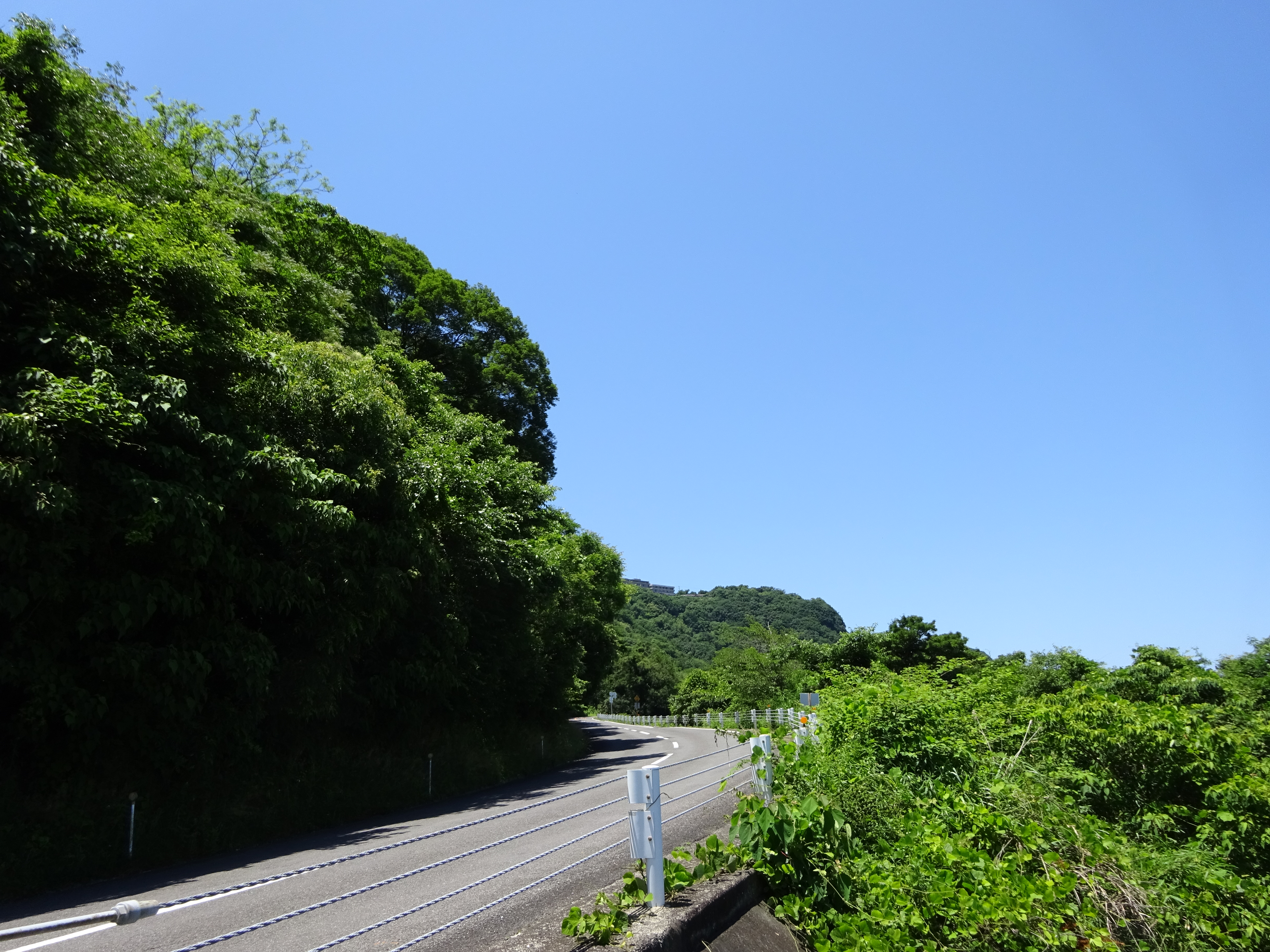
道路の山側
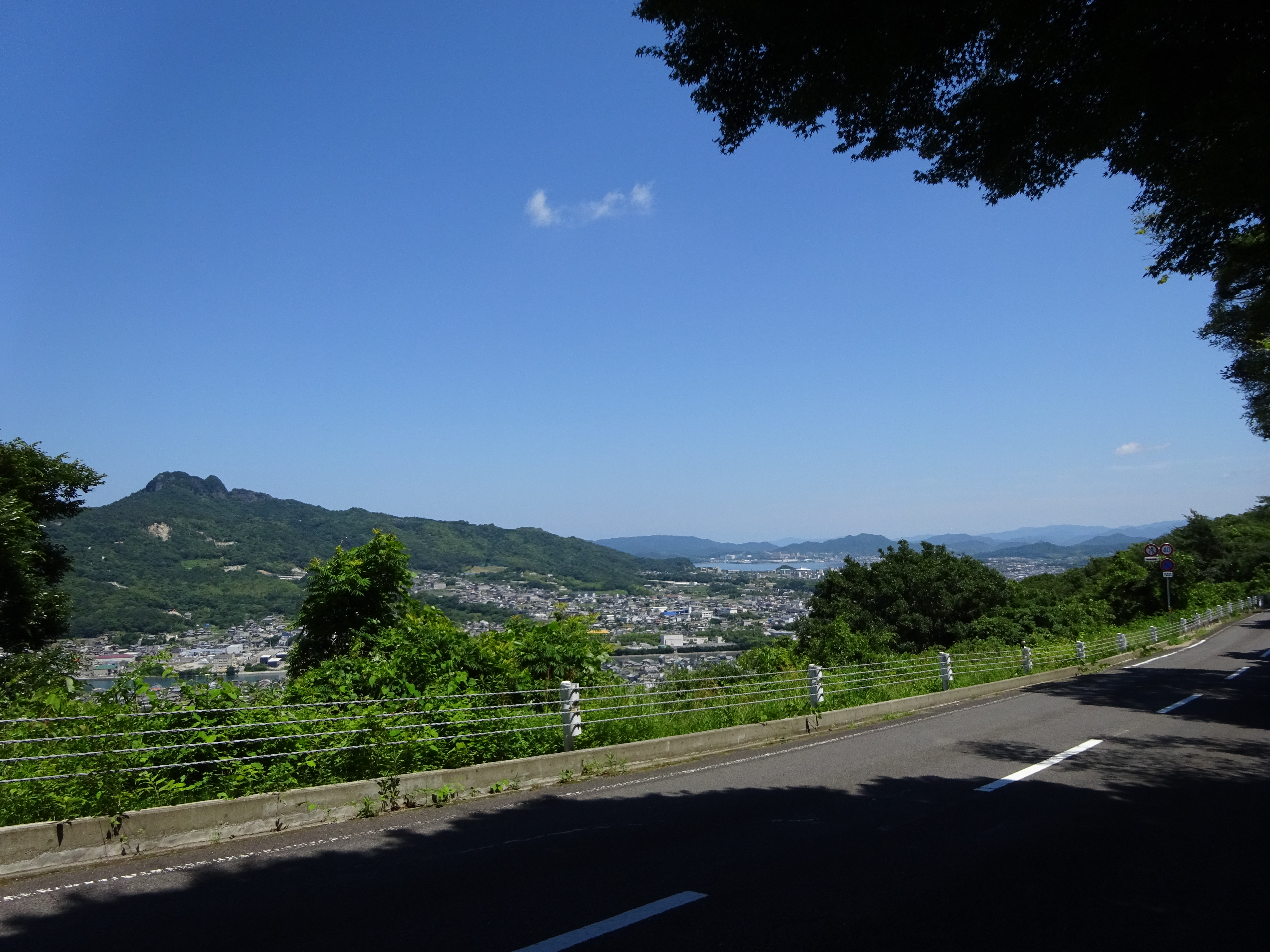
五剣山・さぬき市方面
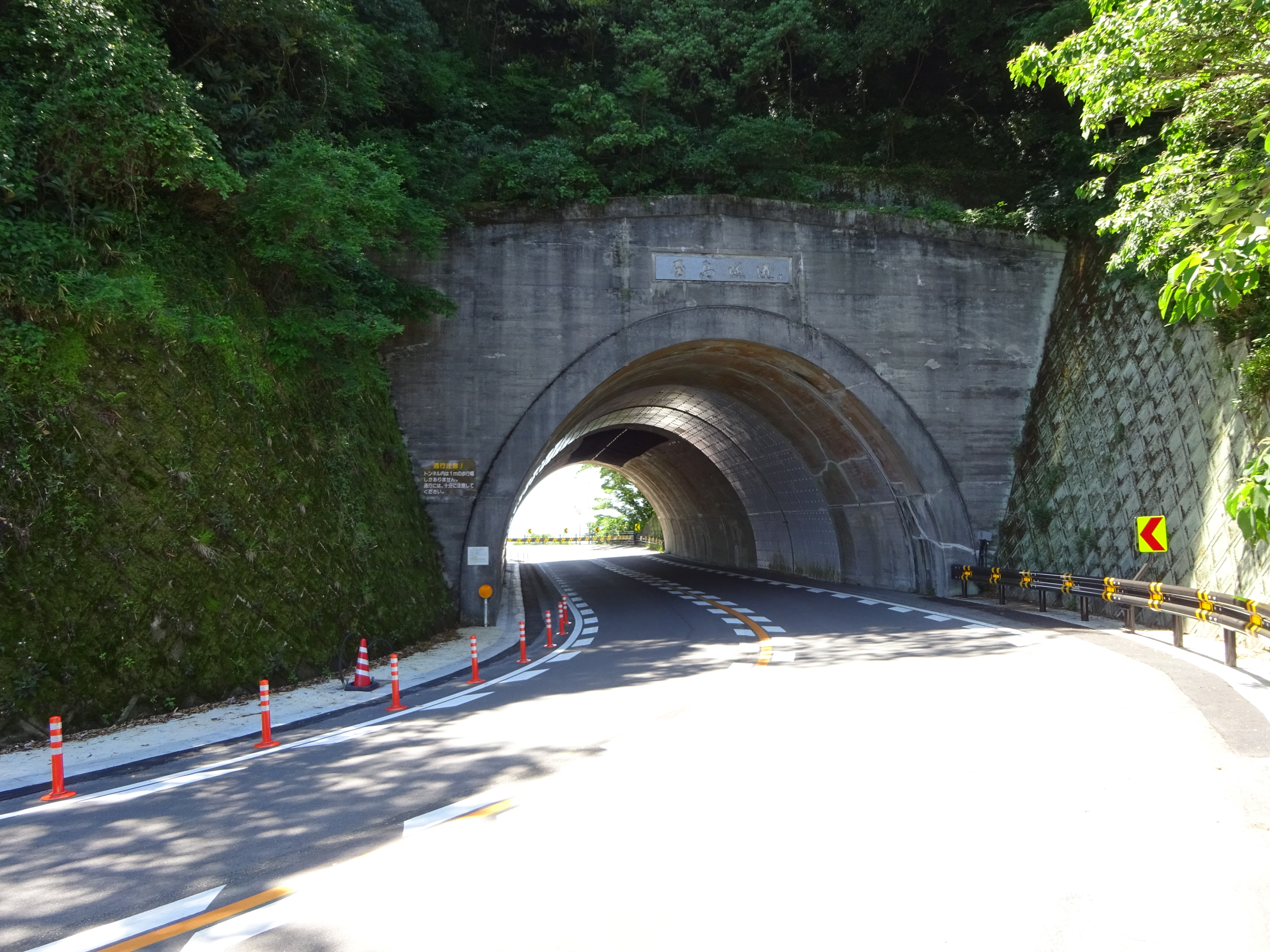
屋島隧道（下流側）
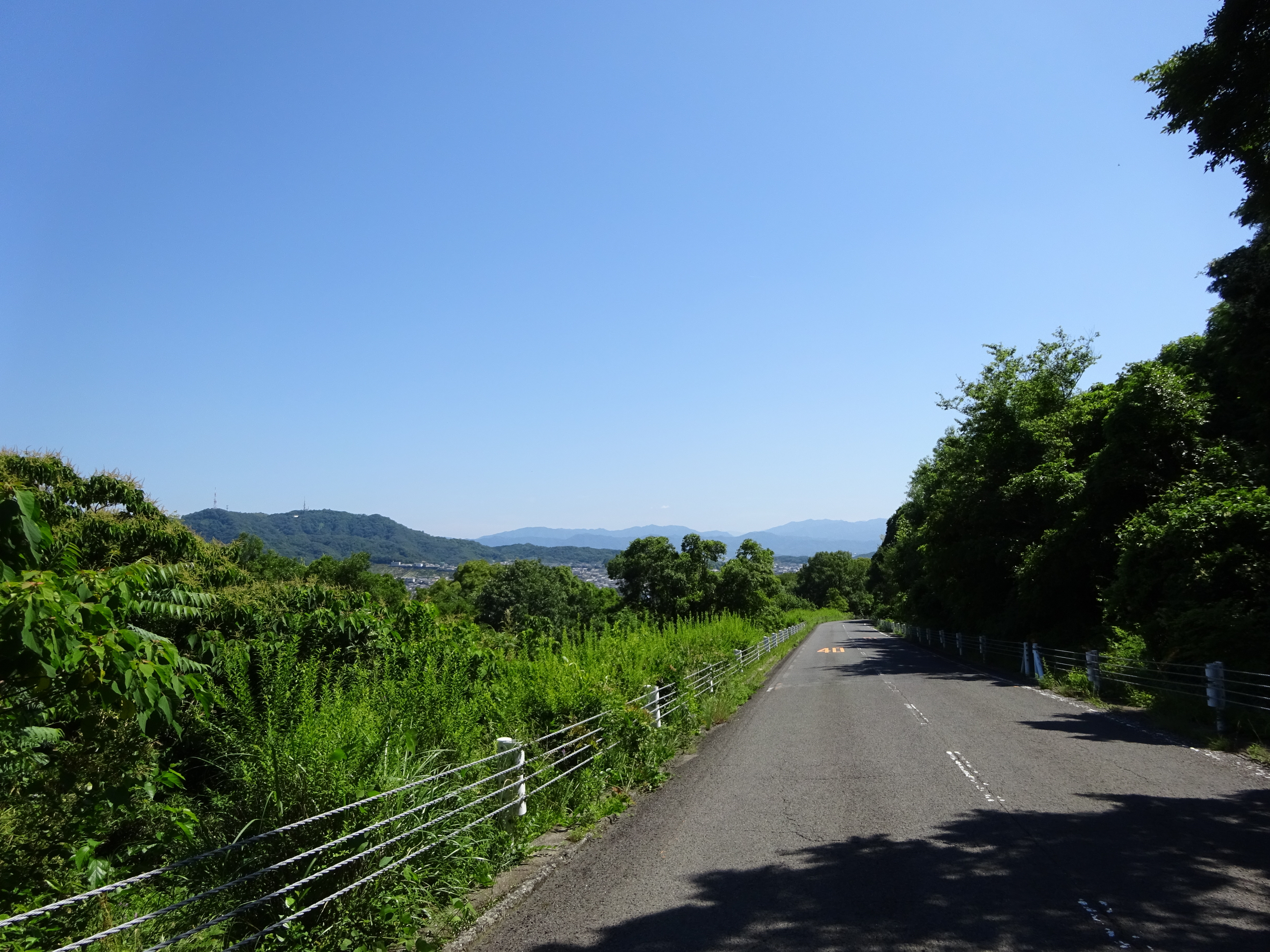
阿讃の山並み

## 高松市屋島山上観光駐車場
「高松市屋島山上観光駐車場」の進入路の前面は、自動車回転場（ロータリー）である。進入路の正面に駐車場の入口ゲート（無人）があり、出口ゲート（無人）に「自動精算機」が設置されている。自転車の利用者は、入口ゲートの手前の左側に「自転車専用入口 原動機付自転車は通行できません」の案内板があり、安全柵の間に専用入口がある。歩行者は自転車専用入口の前方15メートルほどの左側に、「歩行者専用入口」の案内板があり、安全柵の間に専用入口がある。山上（駐車場を除く）の自動車・自転車などの走行は、許可申請を要する。

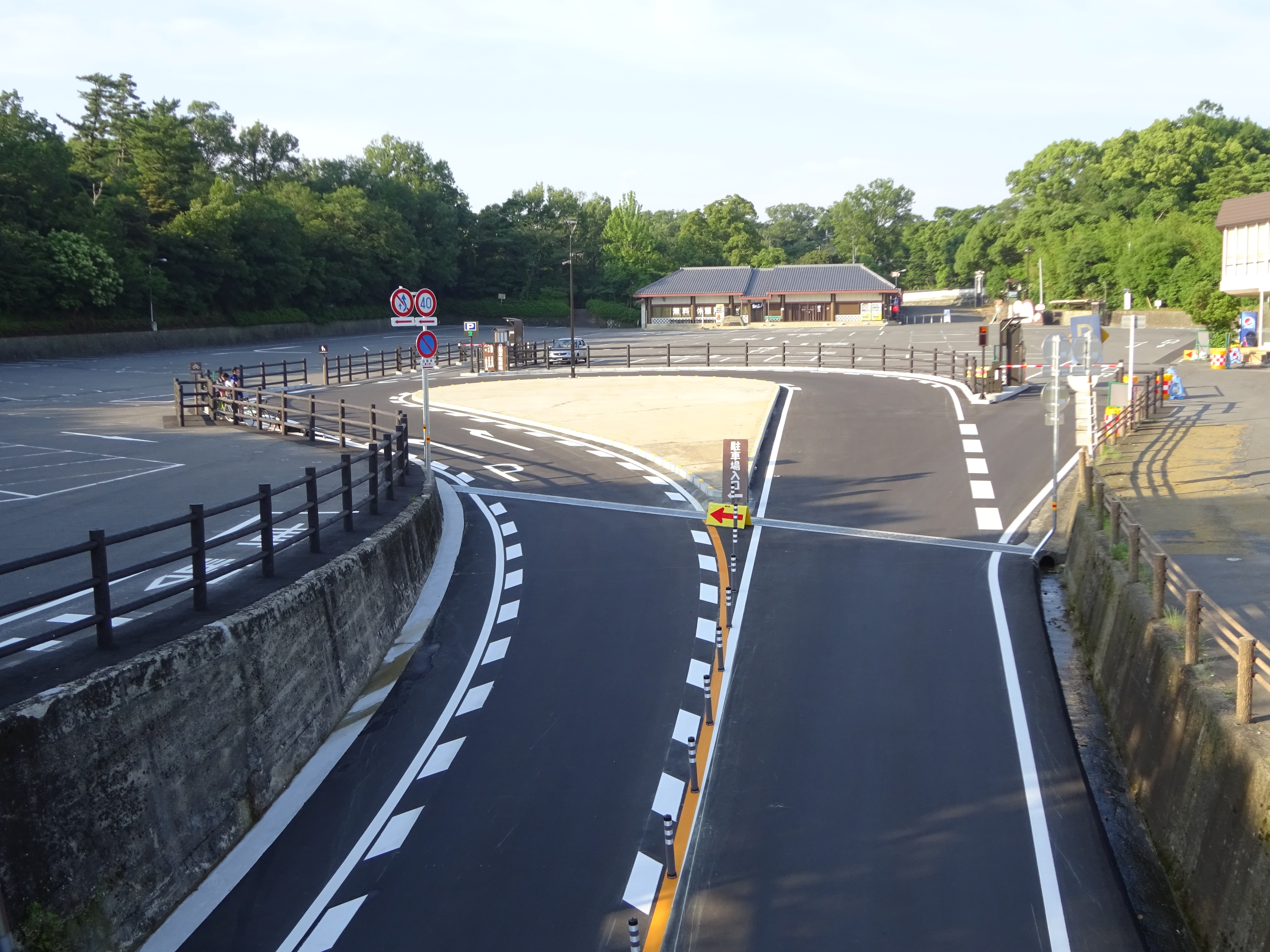
屋島山上観光駐車場
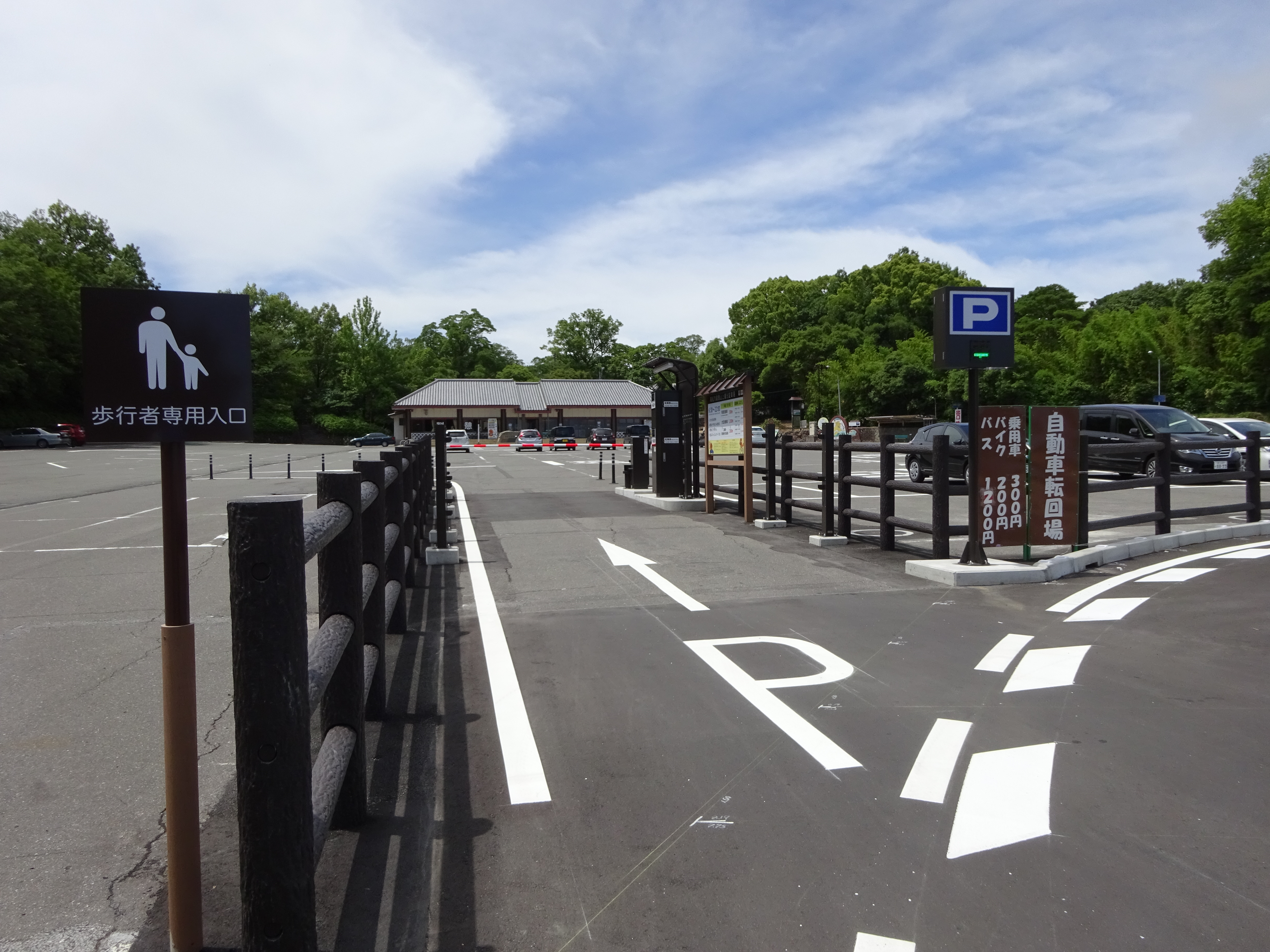
駐車場の入口ゲート
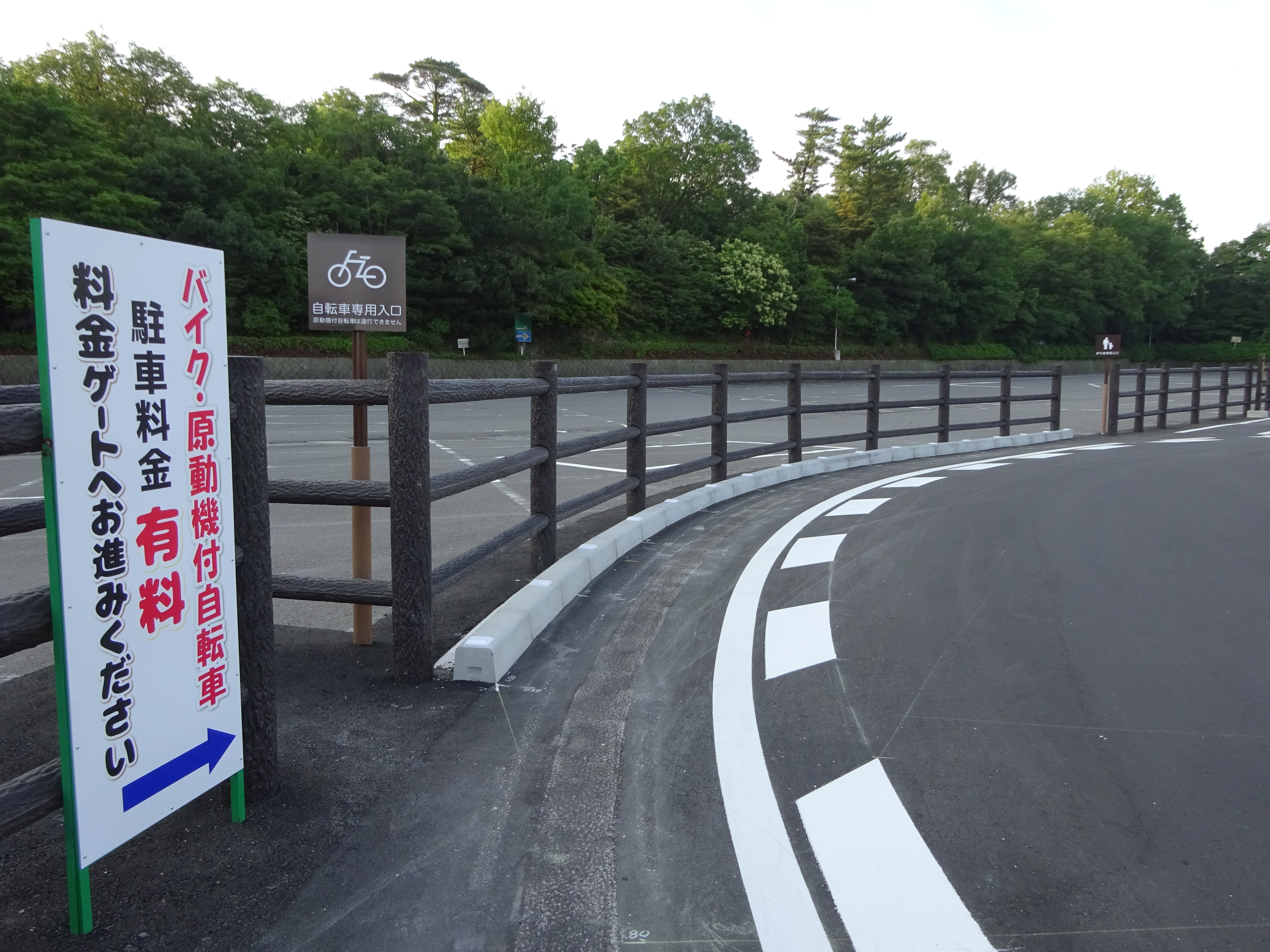
自転車専用入口

## 屋島ドライブウエイの歴史

### 屋島ドライブウエイの概要
観光道路の屋島ドライブウエイは、自動車専用の有料道路として、1961年（昭和36年）4月26日に供用を開始した。正式名称は「屋島自動車道」である。観光客の増加と公衆の利便性の増進のため、道路工事費4億6198万円をかけ「屋島ドライブウエイ株式会社」が設置、運営した。道路延長は3,664メートル (m)、道路幅員7 m（有効幅員6 m）、起点標高は16 m、終点標高は282 m、山上の駐車場は10,542平方メートル（乗用車、バス等380台を収容）である。屋島南麓の屋島神社・四国村上流の入口ゲート（料金所）を通過すれば、南嶺山上の駐車場に至る。
有料道路は、道路交通法による車両通行規制があり、エンジン排気量125 cc以下の二輪車（原動機付自転車を含む）・軽車両・歩行者は通行できない。通行可能な時間帯は、6時30分 - 22時00分である。正月などを除き、他の時間帯はゲートを閉鎖した。

### 屋島ドライブウエイの通行料金
一往復、山上駐車場の利用を含めた通行料金
- 二輪自動車 （126cc以上）- 440円
- 乗用車・貨物車（普通・軽・小型） - 630円
- バス（マイクロ） - 1,570円
- バス（大型・中型） - 2,520円
- 貨物車（大型） - 2,520円

　　　（営業最終日、2017年7月20日の通行料金表示板に基づく）

### 公道化への経緯
大西秀人市長は屋島の活性化を宣言し、2013年、「屋島活性化基本構想」を策定する。そして、屋島を「世界に誇れる高松市のシンボル」と位置づける。山上アクセスの利便性の改善が課題とされ、行楽シーズンの駐車場不足による道路の渋滞緩和策として、山上駐車場の拡充と近傍エリア臨時駐車場の確保を実行すべき具体的施策の一つとする。同年、「屋島活性化推進計画」を策定し、種々の活性化策を展開する。
屋島ドライブウエイの通行料の割高感がリピーターを遠ざけているとの指摘があり、高松市は2014年に無料化の検討を着手。2016年9月から3ヵ月間、無料化社会実験を実施する。その結果、通行台数が過去3年の平均台数の約1.4倍となるなどの効果を確認。無料化は「屋島の活性化には不可欠」として、実施に取り組む。
2017年6月の定例市議会で、道路取得費など約10億3千万円を盛り込んだ一般会計補正予算を可決。高松市道への認定の手続きを進め、関係機関との協議や事務手続きの後、7月21日から無料化を実施、また、無料の山上駐車場は無料化社会実験と同様に有料化し、自転車と歩行者が通行できるよう整備すること、また、通行可能時間は従来通りとする旨を公表する。

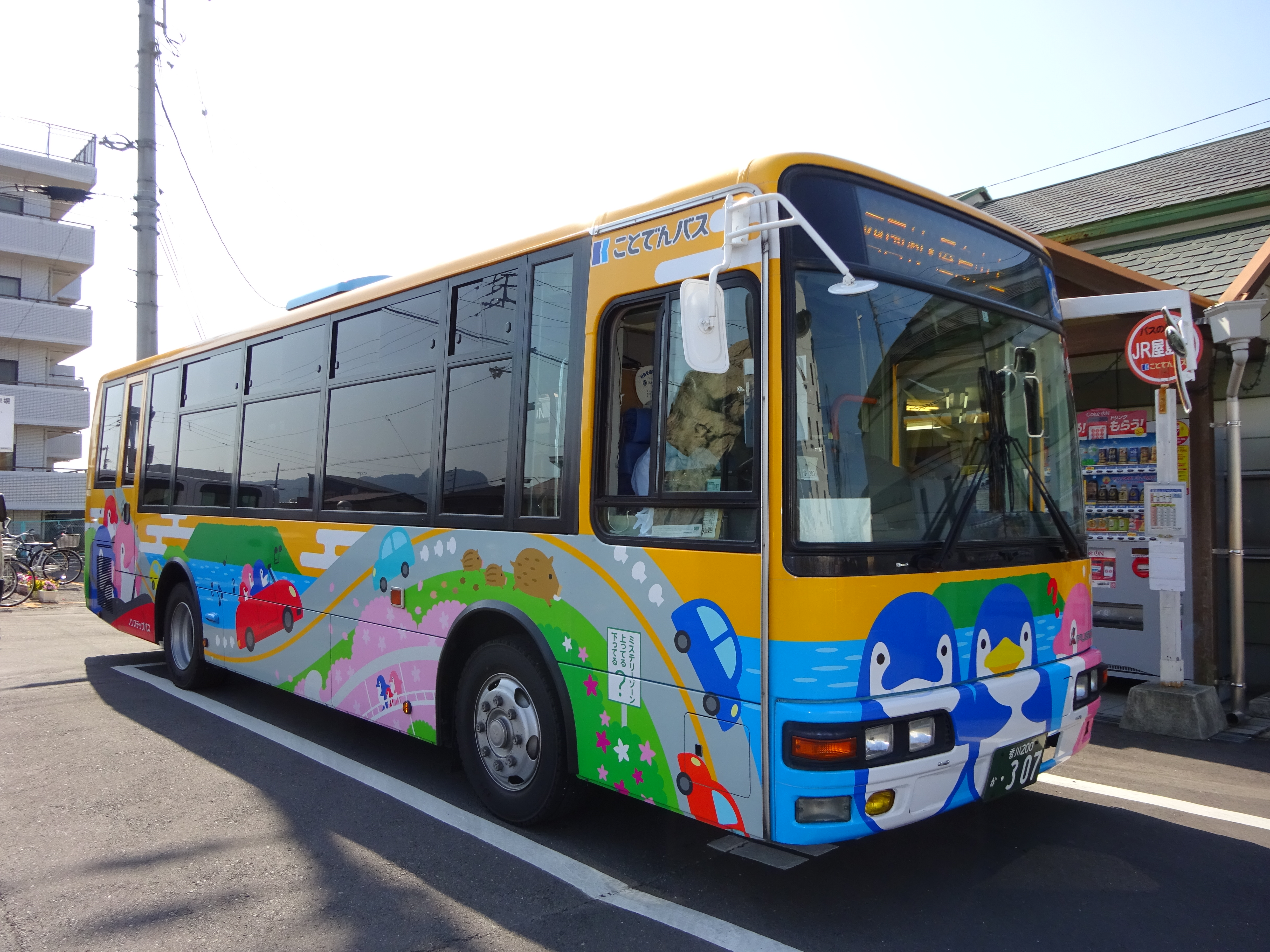
「ことちゃんYASHIMA号」

2017年7月21日、通行料を無料化し、山上駐車場の有料化が実施された。初日は記念行事があり、通常の3倍以上の利用客で、高松市が掲げる「観光屋島」復活へ上々の滑り出しとされている。同日、記念ポストカードの配布・琴電バスの「ことちゃんYASHIMA号」のお披露目・紅白源平餅の配布・限定IruCaカードの販売などの催事が行われた。
高松市は「屋島ドライブウエイ」の新愛称を公募し、2018年3月、「屋島スカイウェイ」を選定した。
旧屋島ドライブウエイを歩行者と自転車が通行するための整備を完了し、2018年5月26日、屋島東町38号線「屋島スカイウェイ」とし、記念式典を行い供用を開始した。料金所ゲートが撤去された跡地にはことでんバス屋島山上線の｢四国村｣バス停が設置された。
なお、屋島ドライブウエイ株式会社は山上の売店を引き続き運営していたが、2022年3月13日限りで閉店している。本店は麓の料金所事務所から山上の店舗内に移転していた。